# Jan Cremer

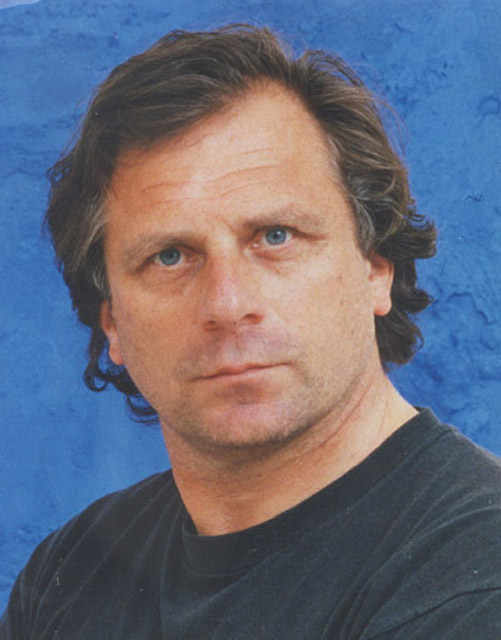
Jan Cremer (2008 oder früher)

Jan Cremer (* 20. April 1940 in Enschede; † 19. Juni 2024) war ein niederländischer Schriftsteller, Maler und Grafiker.

## Leben und Wirken

### Malerei
Cremer studierte jeweils kurzzeitig an verschiedenen Kunstschulen der Niederlande, unter anderen an den Kunstakademien in Arnheim und Den Haag. Dort wie später in Paris nahm er Unterricht in freier Malerei und Grafik. In seinen frühen Arbeiten lehnte er sich an die figurativ-expressive Darstellungsweise der Künstlergruppe CoBrA an. Er selbst bezeichnete sich als Gründer der Peinture Barbarisme. Anschließend wurden seine Malereien von der Pop Art inspiriert. In seiner Zeit in New York malte er für Touristen Tulpenbilder, neuere Arbeiten sind pastos ausgeführte Landschaftsabstraktionen.

### Schriftstellerei
Bereits mit seinem Debütroman Ik Jan Cremer (deutsch 1965 als Ich Jan Cremer im Hamburger Gala-Verlag erschienen) verursachte Cremer in seinem Heimatland heftige Kontroversen. Das Buch galt als moderner Schelmenroman, der in eindrücklicher, persönlicher Authentizität die Erfahrungen des Ich-Autors während seiner vielen Reisen und Berufe erzählt. In den Abenteuern des Protagonisten nehmen Sexualität und Gewalt einen wichtigen Platz ein. Die Offenheit der Darstellung, man verglich ihn mit Henry Miller, wurde von den älteren, vom Calvinismus geprägten, Lesern kritisiert, traf aber bei der heranwachsenden Generation  im In- und Ausland auf Zustimmung. Die Handlung zeichnet im Übrigen „eine etwas naive Liebe zu den Tieren und einen hoch entwickelten Sinn für Gerechtigkeit aus“. Der Roman wurde in dreißig Sprachen übersetzt.
Nach diesem autobiografischen Bestseller veröffentlichte Cremer Made in USA (Untertitel: eine knallharte amerikanische Dokumentation), dessen Story sich ebenfalls über weite Strecken mit Sex beschäftigte, jedoch nicht mehr das Tempo und die Spannung seiner Vorgänger erreichte. „Cremer möchte eben jeden, auch den Illustriertenleser, auch den Heftchenfanatiker, einkaufen. Und seine Zugeständnisse werden bald, und nicht nur für die Generation derer, die Nixon und Konsorten mit Gewalt attackieren, zur Zumutung“ schrieb Wolf Wondratschek im SPIEGEL. Cremer erwies dem amerikanischen Busenkult ironisch Reverenz, indem er in das Buch sechsundfünfzig Fotos von großen Brüsten einfügte, deren erotische Wirkung er allerdings durch grobe Rasterung konterkarierte.
1984 erschien Jan Cremers 1.500-seitiger Roman De Hunnen in drei Bänden: Krieg, Befreiung und Friede. Provokante Textpassagen beschreiben die Geschichte von Enschede als einer grauen Textilstadt, beherrscht von Fabrikanten.

## Jan Cremer Museum
Das Jan Cremer Museum im Stadtteil Roombeek, der im Jahr 2000 bei der Explosion der Feuerwerksfabrik von Enschede betroffen war, sollte 2010 im Baalengebouw eröffnet werden. Die Architekten Bjarne Mastenbroek und Rem Koolhaas hatten die Umbaupläne gestaltet. Für den Umbau flossen Gelder in Höhe von ca. 500.000 €. Die Pläne wurden 2012 aufgegeben.

## Bücher
- Ik Jan Cremer I (1964)
- Ik Jan Cremer II (1967)
- Made in U.$.A. (1969)[8]
- The Late Late Show (1969)
- Oklahoma Motel (1969)
- Logboek (1978)
- De Hunnen (1984)